# Acraman Creek Conservation Park
Acraman Creek Conservation Park är en park i Australien. Den ligger i delstaten South Australia, omkring 500 kilometer nordväst om delstatshuvudstaden Adelaide. Acraman Creek Conservation Park ligger 2 meter över havet. Arean är 40 kvadratkilometer.
Trakten runt Acraman Creek Conservation Park är nära nog obefolkad, med mindre än två invånare per kvadratkilometer.. Närmaste större samhälle är Smoky Bay, omkring 14 kilometer nordväst om Acraman Creek Conservation Park. 
Trakten runt Acraman Creek Conservation Park består till största delen av jordbruksmark. Stäppklimat råder i trakten. Genomsnittlig årsnederbörd är 375 millimeter. Den regnigaste månaden är juni, med i genomsnitt 69 mm nederbörd, och den torraste är oktober, med 9 mm nederbörd.